# Steinsfjorden (Buskerud)
 For alternative betydninger, se Steinsfjorden. (Se også artikler, som begynder med Steinsfjorden)
Steinsfjorden er den nordøstlige  arm af Tyrifjorden og ligger fysisk i Ringerike (nordre del, cirka 1/3) og Hole (cirka 2/3) kommuner i Viken fylke i Norge. 

## Fakta
Steinsfjorden har et areal på  cirka 13,9 km² og er forbundet med Tyrifjorden via Kroksund (E16 passerer over sundet via Kroksund bro og dæmninger på begge sider). Fjorden har en gennemsnitlig dybde på ca. 10,2 meter og maks. dybde på ca. 24 m. Sammenlignet med resten af Tyrifjorden er tilløbet til denne del af søen lille, hvilket  gør økosystemet sårbart. De sidste 50 år er fjorden derfor blevet forurenet, specielt som følge af udledninger fra landbruget.
Steinsfjorden indgår i Nordre Tyrifjorden våtmarkssystem (ramsarområde) og er kendt for sit fugleliv, geddefiskeri og sin bestand af ædelkrebs (Astacus astacus). Der er registreret 14 forskellige fiskearter der, blandt andet fire arter med laks (ørred, røje (Salvelinus alpinus),  gedde, aborre med flere.
Fjorden består af en række små øer og flere gode bade- og fiskepladser. Om sommeren er fjorden populær for småbådsfolket, mens den ved  vintertid er populær for isfiskere. I maj/juni hvert år afholdes Geddefestivalen her.

### Øerne i Steinsfjorden
Den sydligste ø i Steinsfjorden er, hvis man ser bort fra Sundøya og Slettøya som E16 passerer over mellem Sundvollen og Kroksund, Pålsøya. Videre ligger Amundsøya, Svinøya, Tvehjulingen og Ulvøya. Så følger Braksøya og Pipøya ud for Garntangen og Vik i Hole. Længere mod  nord ligger Småøyene og Tjuvholden, samt Maurøya og Herøya ud for Loretangen.

## Vandpest
Steinsfjorden blev invaderet af vandpest (Elodea canadensis) i 1978. Vandpesten nåede maksimal udbredelse i 1982 og har siden stabiliseret sig. Den har i de senere år dækket et område på cirka 3,7-3,9 km². I den senere tid har man registreret at svaner (knopsvaner og sangsvaner) er kommet i stort tal til Steinsfjorden, og de spiser  vandpesten, og i anslog forskere at biomassen var halveret siden topåret 1982, takket være rastende  svaner.

## Naturbeskyttelse
Steinsfjorden ligger i et ramsarområde, men har ingen områdeværn (per mars 2008). Rundt omkring fjorden findes imidlertid vigtige vådområder for fugle. Dette gælder for eksempel vådmarks- og grundtvandsområderne ved Sjørvold, Steinsvika og Vik, samt flere af øerne. Det er derfor forventet at områdevern vil blive iværksat i nær framtid.